# 아르메니아의 국기
아르메니아의 국기는 1990년 8월 24일 아르메니아 소비에트 최고회의에 의해 제정되었다.
빨간색은 아르메니아 군인들이 흘린 피를, 파란색은 아르메니아의 하늘을, 주황색은 비옥한 아르메니아의 땅과 국민의 노동을 의미한다. 처음 제정된 국기는 1918년 아르메니아 민주 공화국으로 독립했을 당시에 제정되었던 국기이며, 그 당시의 국기의 비율은 2:3이었다.

## 색상
| 색상 | 빨강               | 파랑               | 주황                |
| ---- | ------------------ | ------------------ | ------------------- |
| RGB  | 217–0–18 (#D90012) | 0–51–160 (#0033A0) | 242–168–0 (#F2A800) |

## 과거의 기

로리 왕국의 국기
킬리키아의 아르메니아 왕국의 국기
아르메니아 제1공화국의 국기
아르메니아 소비에트 사회주의 공화국의 국기 (1922년-1936년)
아르메니아 소비에트 사회주의 공화국의 국기 (1936년-1940년)
아르메니아 소비에트 사회주의 공화국의 국기 (1940년-1952년)
아르메니아 소비에트 사회주의 공화국의 국기 (1952년-1990년)

## 같이 보기
- 아르차흐 공화국의 국기